# Oleksandr Vasyl'jev
Oleksandr Andrijovyč Vasyl'jev (in ucraino Олександр Андрійович Васильєв?; Kiev, 27 aprile 1994) è un calciatore ucraino, centrocampista del Bukovyna Černivci.

## Carriera

### Club
Cresciuto nel settore giovanile della Dinamo Kiev, nella stagione 2011-2012 ha fatto parte della prima squadra, senza però esordire. Nel 2012 si è trasferito al Dnipro, dove ha trovato poco spazio in quattro anni, giocando solo tre partite nella stagione 2014-2015. Rimasto svincolato, nel 2017 ha militato nei dilettanti del Polissja Horodnycja, per poi passare all'Arsenal Kiev, con cui ha disputato nove partite in Perša Liha, la seconda divisione ucraina. Svincolatosi nel mese di dicembre, nel gennaio del 2018 ha firmato con il Minsk, in Bielorussia, dove in tre stagioni ha collezionato 73 presenze e 21 gol in campionato, oltre a 5 presenze e 2 gol nella coppa nazionale. Nel 2021 è passato all'Homel', sempre in Bielorussia.

### Nazionale
Ha giocato nelle nazionali giovanili ucraine Under-17, Under-18, Under-19 ed Under-21.

## Statistiche

### Presenze e reti nei club
Statistiche aggiornate al 7 settembre 2021.
| Stagione        | Squadra         | Campionato      | Campionato | Campionato | Coppe nazionali | Coppe nazionali | Coppe nazionali | Coppe continentali | Coppe continentali | Coppe continentali | Altre coppe | Altre coppe | Altre coppe | Totale | Totale |
| Stagione        | Squadra         | Comp            | Pres       | Reti       | Comp            | Pres            | Reti            | Comp               | Pres               | Reti               | Comp        | Pres        | Reti        | Pres   | Reti   |
| --------------- | --------------- | --------------- | ---------- | ---------- | --------------- | --------------- | --------------- | ------------------ | ------------------ | ------------------ | ----------- | ----------- | ----------- | ------ | ------ |
| 2011-2012       | Dinamo Kiev     | PL              | 0          | 0          | CU              | 0               | 0               |                    | -                  | -                  |             | -           | -           | 0      | 0      |
| 2012-2013       | Dnipro          | PL              | 0          | 0          | CU              | 0               | 0               |                    | -                  | -                  |             | -           | -           | 0      | 0      |
| 2013-2014       | Dnipro          | PL              | 0          | 0          | CU              | 0               | 0               |                    | -                  | -                  |             | -           | -           | 0      | 0      |
| 2014-2015       | Dnipro          | PL              | 2          | 0          | CU              | 1               | 0               |                    | -                  | -                  |             | -           | -           | 3      | 0      |
| 2015-2016       | Dnipro          | PL              | 0          | 0          | CU              | 0               | 0               | UEL                | 0                  | 0                  |             | -           | -           | 0      | 0      |
| Totale Dnipro   | Totale Dnipro   | Totale Dnipro   | 2          | 0          |                 | 1               | 0               |                    | 0                  | 0                  |             | -           | -           | 3      | 0      |
| lug.-dic. 2017  | Arsenal Kiev    | 1D              | 9          | 0          | CU              | 1               | 0               |                    | -                  | -                  |             | -           | -           | 10     | 0      |
| 2018            | Minsk           | VL              | 24         | 2          | CB              | 2               | 0               |                    | -                  | -                  |             | -           | -           | 26     | 2      |
| 2019            | Minsk           | VL              | 26         | 10         | CB              | 1               | 0               |                    | -                  | -                  |             | -           | -           | 27     | 10     |
| 2020            | Minsk           | VL              | 23         | 9          | CB              | 2               | 2               |                    | -                  | -                  |             | -           | -           | 25     | 11     |
| Totale Minsk    | Totale Minsk    | Totale Minsk    | 73         | 21         |                 | 5               | 2               |                    | -                  | -                  |             | -           | -           | 78     | 23     |
| 2021            | Homel'          | VL              | 15         | 5          | CB              | 1               | 0               |                    | -                  | -                  |             | -           | -           | 16     | 5      |
| Totale carriera | Totale carriera | Totale carriera | 99         | 26         |                 | 8               | 2               |                    | 0                  | 0                  |             | -           | -           | 107    | 28     |